# OFC Akademik Svishtov
El OFC Academik Svishtov (en búlgaro: ОФК Академик Свищов) es un equipo de fútbol de Bulgaria que juega en la Tercera Liga de Bulgaria, tercera categoría de fútbol en el país.

## Historia
Fue fundado el 10 de noviembre de 1949 en la ciudad de Svishtov por una decisión tomada por la asamblea general de la D.A. Tsenov Academy of Economics, donde eligieron a Velislav Gavriyski como el primer presidente del club.
En la temporada 1975/76 el club logra el ascenso a la A PFG por primera vez en su historia, donde se mantuvo por dos temporadas hasta su descenso en la temporada 1977/78, temporada en la que llegaron hasta las semifinales de la Copa de Bulgaria.
En la temporada 1985/86 el club regresa a la máxima categoría de Bulgaria, en donde otras vez milita por dos temporadas en la liga hasta su descenso en la temporada 1986/87.

## Palmarés
- B PFG (2): 1975-76, 1984–85
- V AFG (1): 2012-13[1]